# Сан Сабино-Базанело (Л'Аквила)
Сан Сабино-Базанело (итал. San Sabino-Basanello) је насеље у Италији у округу Л'Аквила, региону Абруцо.
Према процени из 2011. у насељу је живело 40 становника. Насеље се налази на надморској висини од 839 м.